# نايجل كاسيدي
نايجل كاسيدي (بالإنجليزية: Nigel Cassidy)‏ (7 ديسمبر 1945 في المملكة المتحدة - 19 مايو 2008) هو لاعب كرة قدم بريطاني في مركز الهجوم. لعب مع أكسفورد يونايتد وسكونثورب يونايتد وكامبريدج يونايتد ونورويتش سيتي وDenver Dynamos ‏ ولوستوفت تاون ‏.

## وصلات خارجية
- نايجل كاسيدي على موقع قاعدة بيانات كرة القدم.إي يو (الإنجليزية)